# گریت کنفیلد
گریت کنفیلد (به انگلیسی: Great Canfield) یک روستا و محله مدنی در بریتانیا است که در آتلزفورد واقع شده‌است. گریت کنفیلد ۴۱۴ نفر جمعیت دارد.